# Учан, Салих
Сали́х Уча́н (тур. Salih Uçan; 6 января 1994, Мармарис, Турция) — турецкий футболист, полузащитник клуба «Бешикташ» и сборной Турции.

## Клубная карьера
Отец Салиха понял о таланте своего сына в раннем возрасте, и отдал его в футбольную академию местного клуба «Мармарис Беледие». В 2008 году, в возрасте 14 лет, Учан подписал контракт с клубом «Буджаспор» за £30 тыс. Уже спустя 3 года молодой талант завоевал место в основном составе, выходя на поле с первых минут в 22 матчах. В 2012 году юный плеймейкер «Буджаспора» привлек внимание таких европейских клубов, как «Манчестер Сити», «Рубин», «Валенсия», «Бешикташ», «Фенербахче», а также ещё несколько клубов Турецкой Суперлиги.
6 июня 2012 года было объявлено о том, что Учан перешёл в «Фенербахче», подписав со стамбульским клубом контракт сроком на 5 лет. Сумма, уплаченная за трансфер 18-летнего полузащитника, составила 1,4 млн евро. Свой первый гол за «канареек» Салих забил в домашнем матче 1/8 финала Лиги Европы против пльзеньского клуба «Виктория», закончившемся вничью 1:1.
По итогам завершившейся Лиги Европы-2012/13 был включён Союзом европейских футбольных ассоциаций в восьмёрку лучших молодых игроков, наиболее ярко проявивших себя в сезоне.

## Достижения
«Фенербахче»
- Чемпион Турции: 2013/14
- Обладатель Кубка Турции: 2012/13